# Diócesis de Agartala
La diócesis de Agartala (en latín: Dioecesis Agartalana y en inglés: Roman Catholic Diocese of Agartala) es una circunscripción eclesiástica de la Iglesia católica en India. Se trata de una diócesis latina, sufragánea de la arquidiócesis de Shillong. Desde el 11 de enero de 1996 su obispo es Lumen Monteiro, de la Congregación de Santa Cruz.

## Territorio y organización
La diócesis tiene 10 491 km² y extiende su jurisdicción sobre los fieles católicos de rito latino residentes en el estado de Tripura.
La sede de la diócesis se encuentra en la ciudad de Agartala, en donde se halla la Catedral de San Francisco Javier. 
En 2020 en la diócesis existían 20 parroquias.

## Historia
La diócesis fue erigida el 11 de enero de 1996 con la bula Venerabiles Fratres del papa Juan Pablo II, obteniendo el territorio de la entonces diócesis de Silchar.

## Estadísticas
Según el Anuario Pontificio 2021 la diócesis tenía a fines de 2020 un total de 47 711 fieles bautizados.
| Año                                                                             | Población            | Población | Población      | Sacerdotes | Sacerdotes    | Sacerdotes    | Bautizados por sacerdote | Diáconos permanentes | Religiosos | Religiosos | Parroquias |
| Año                                                                             | Bautizados católicos | Total     | % de católicos | Total      | Clero secular | Clero regular | Bautizados por sacerdote | Diáconos permanentes | Varones    | Mujeres    | Parroquias |
| ------------------------------------------------------------------------------- | -------------------- | --------- | -------------- | ---------- | ------------- | ------------- | ------------------------ | -------------------- | ---------- | ---------- | ---------- |
| 1999                                                                            | 16 102               | 2 790 015 | 0.6            | 35         |               | 35            | 460                      |                      | 46         | 63         | 10         |
| 2000                                                                            | 17 120               | 3 022 758 | 0.6            | 36         |               | 36            | 475                      |                      | 47         | 65         | 12         |
| 2001                                                                            | 17 951               | 3 191 168 | 0.6            | 43         | 2             | 41            | 417                      |                      | 54         | 75         | 13         |
| 2002                                                                            | 19 015               | 3 191 168 | 0.6            | 37         |               | 37            | 513                      |                      | 47         | 81         | 13         |
| 2003                                                                            | 19 996               | 3 291 285 | 0.6            | 43         | 3             | 40            | 465                      |                      | 52         | 85         | 13         |
| 2004                                                                            | 21 162               | 3 379 977 | 0.6            | 45         | 3             | 42            | 470                      |                      | 55         | 86         | 13         |
| 2006                                                                            | 24 125               | 3 411 260 | 0.7            | 46         | 4             | 42            | 524                      |                      | 52         | 87         | 13         |
| 2012                                                                            | 35 799               | 3 655 915 | 1.0            | 54         | 4             | 50            | 662                      |                      | 99         | 97         | 16         |
| 2013                                                                            | 40 835               | 3 785 116 | 1.1            | 62         | 5             | 57            | 658                      |                      | 96         | 141        | 20         |
| 2018                                                                            | 45 092               | 4 100 000 | 1.1            | 69         | 4             | 65            | 653                      |                      | 114        | 181        | 20         |
| 2020                                                                            | 47 711               | 4 245 900 | 1.1            | 84         | 6             | 78            | 567                      |                      | 136        | 160        | 20         |
| Fuente: Catholic-Hierarchy, que a su vez toma los datos del Anuario Pontificio. |                      |           |                |            |               |               |                          |                      |            |            |            |

## Episcopologio
- Lumen Monteiro, C.S.C., desde el 11 de enero de 1996